# Grand Prix automobile de France 1908

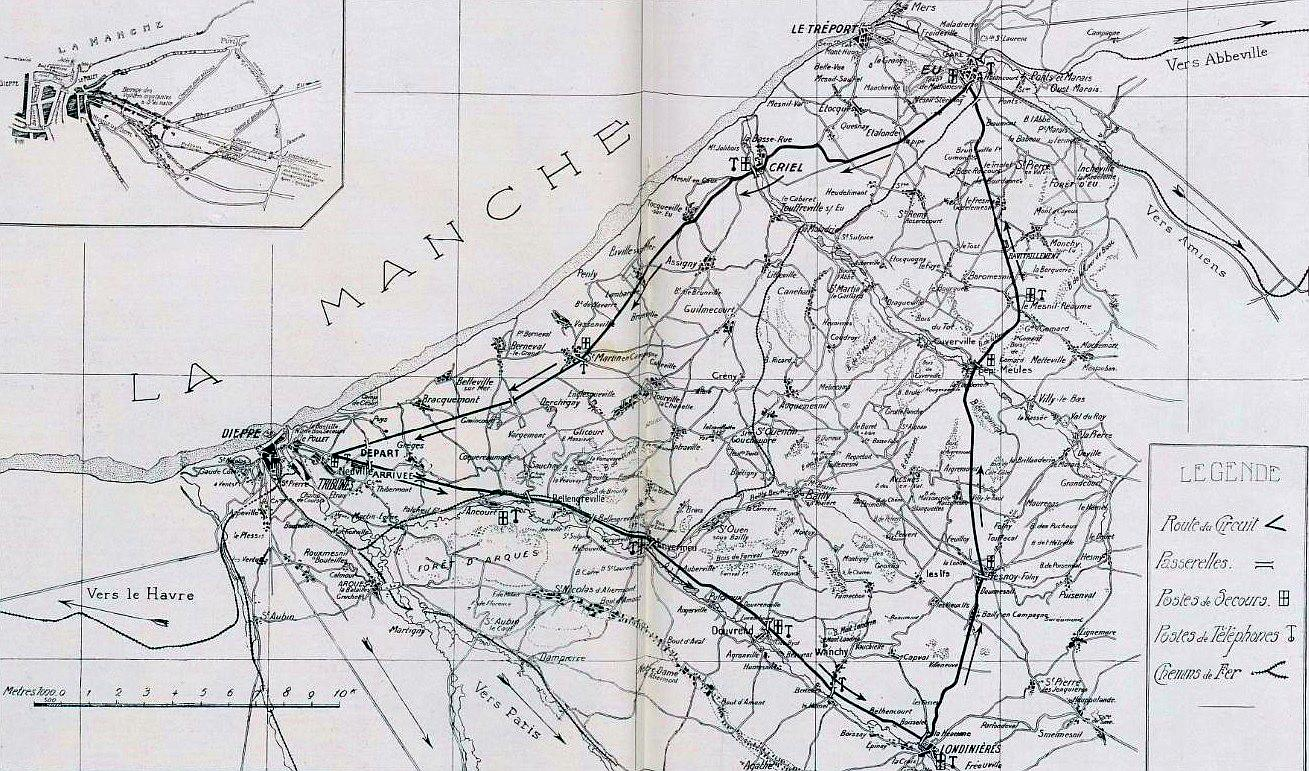
Le plan détaillé du circuit.

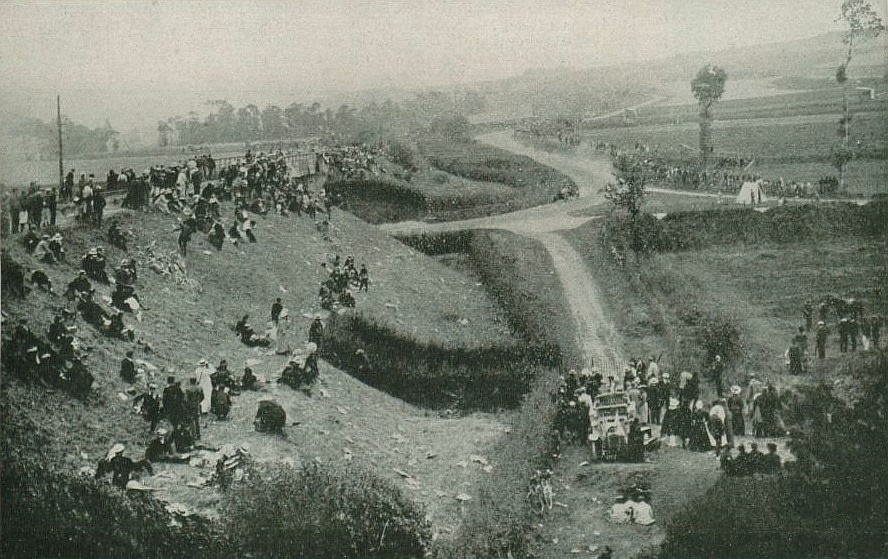
Le circuit de Dieppe au pont d'Ancourt (GP de l'A.C.F. 1908).

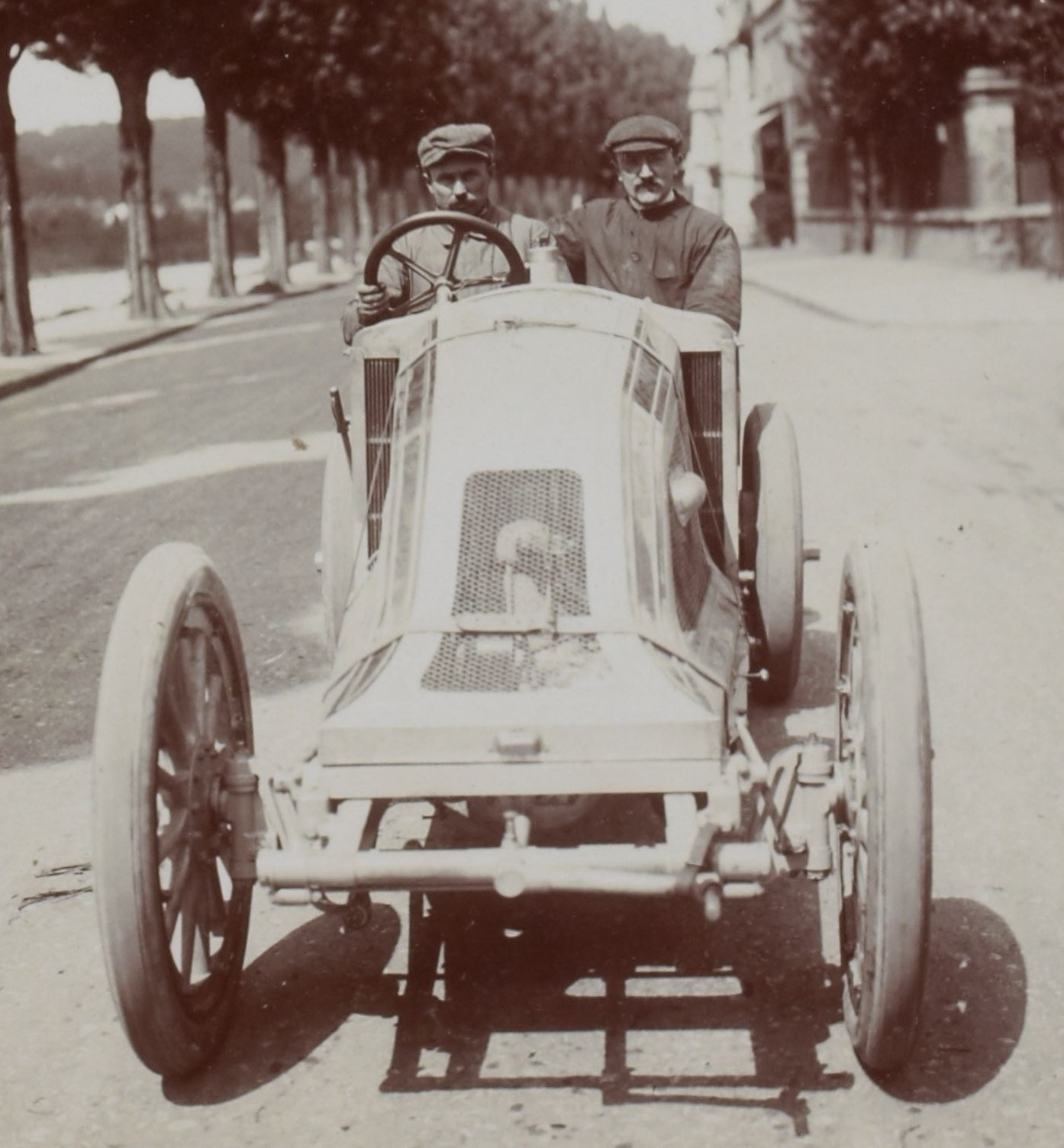
Ferenc Szisz sur Renault, avant le GP de France 1908.

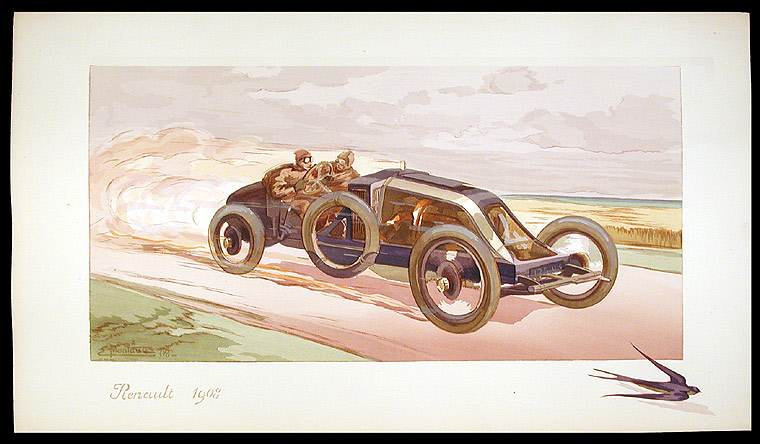
La Renault no 4 de Francois Szisz en 1908, vue par l'affichiste Ernest Montaut.

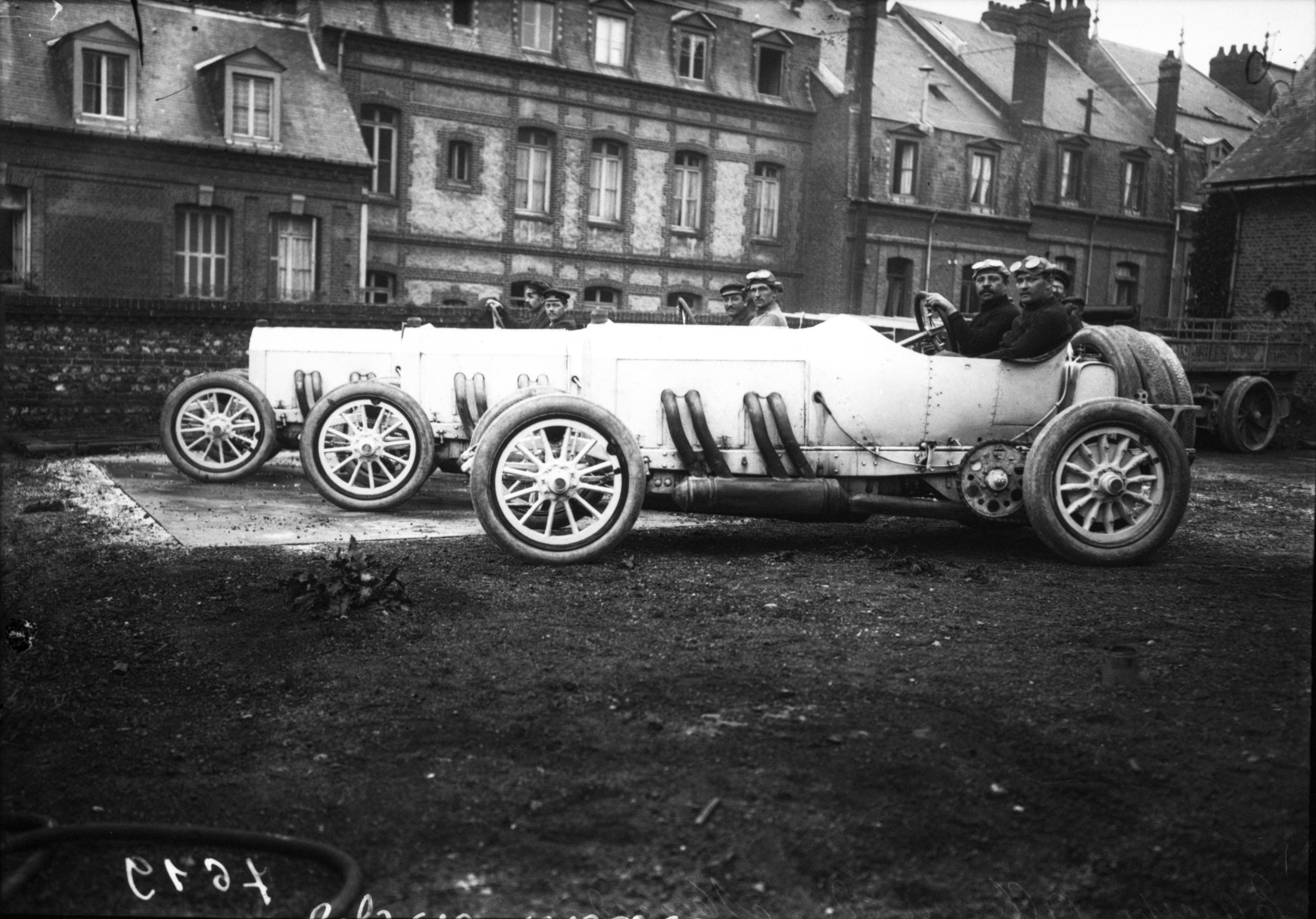
L'équipe Mercedes-Benz avant le départ (G. à D.: Willy Pöge, Otto Salzer, et Christian Lautenschlager).

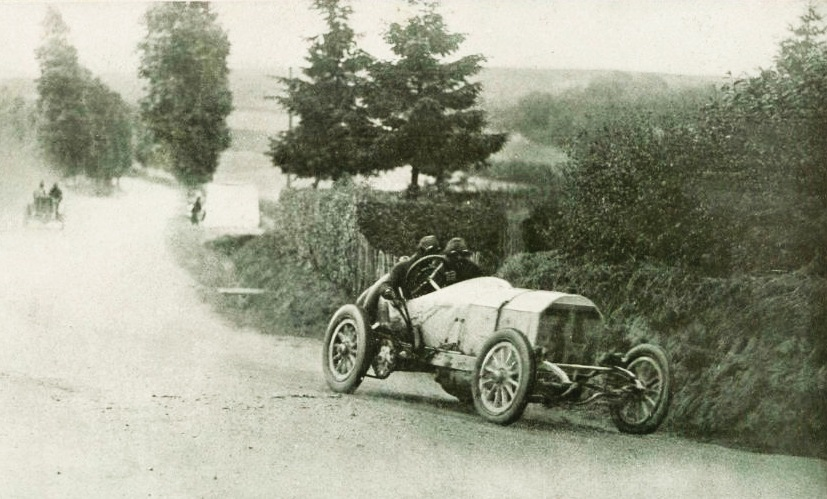
Christian Lautenschlager, vainqueur du Grand Prix de Dieppe 1908 sur Mercedes.

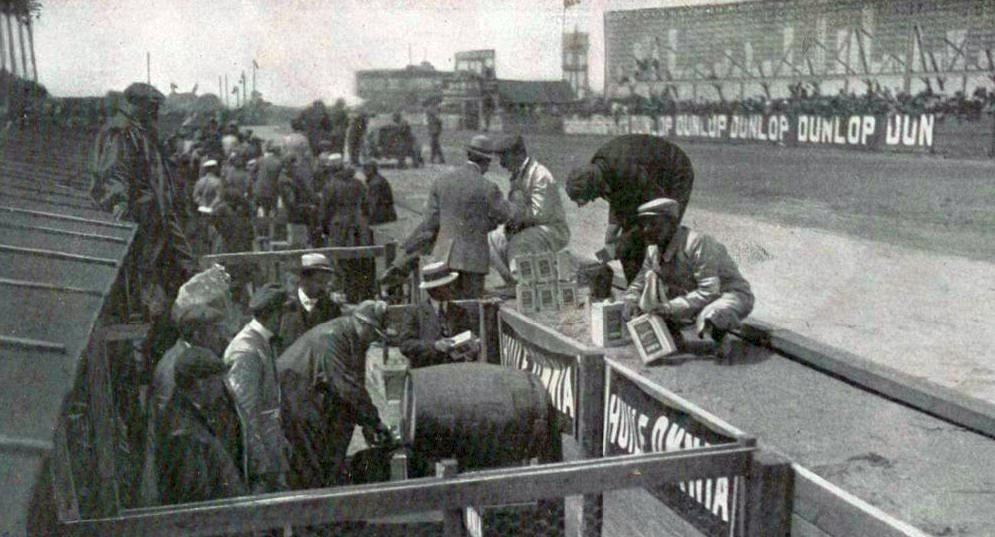
Grand Prix de l'ACF 1908, le ravitaillement en huile (de marque Omnia).

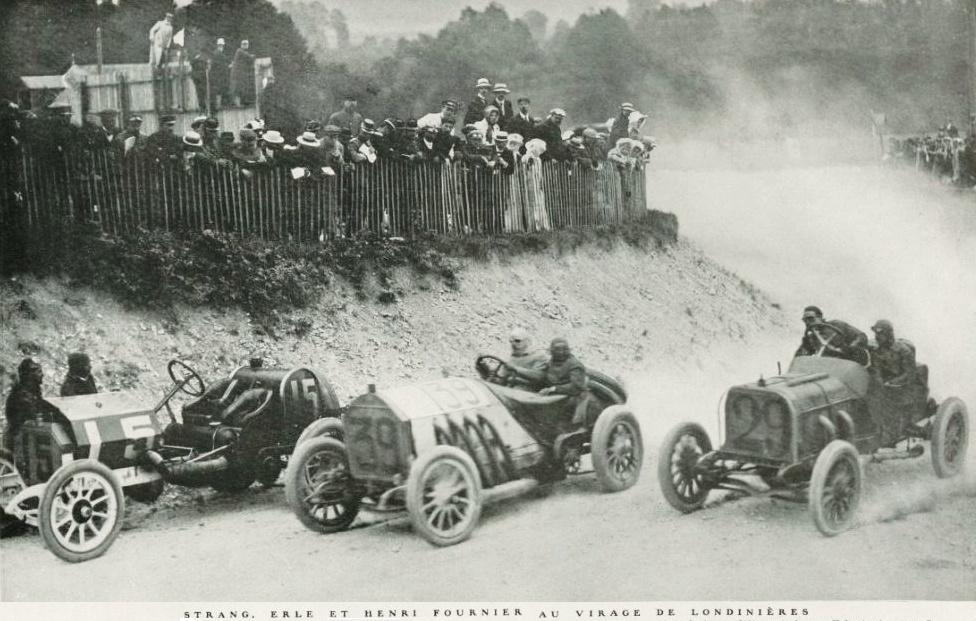
Le virage de Londinières.

Le Grand Prix automobile de France 1908 est un Grand Prix organisé par l'Automobile Club de France qui s'est tenu à Dieppe le 7 juillet 1908.

## Liens externes

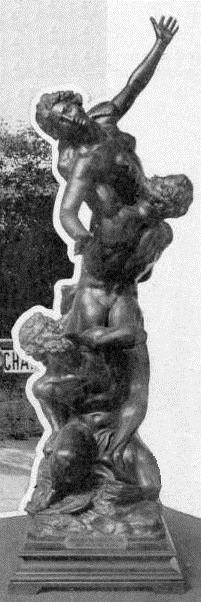
La Coupe du Petit Parisien, remise au vainqueur de 1908.

## Réglementation
La règle de limite de consommation de carburant est abandonnée mais un poids minimum de 1 100 kg doit être respecté. L'alésage maximum doit être de 155 mm pour les moteurs 4 cylindres ou 127 mm pour les 6 cylindres.
Contrairement à l'année précédente, aucun essais d'avant course n'est autorisé.
Le pesage des voitures se déroule les 5 et 6 juillet, seul Charles Jarrott ne s'y présente pas, sa Mors a été accidenté par un de ses mécaniciens, il ne pourra pas prendre le départ. Le numéro de l'auto correspond à l'ordre de départ, déterminé par scrutin. Le premier départ, celui de Dario Resta, s'effectue à 6h01 du matin, puis un pilote s'élance toutes les minutes.

## Classement
| Pos. | no | Pilote                     | Châssis            | Tours | Temps/Abandon            |
| ---- | -- | -------------------------- | ------------------ | ----- | ------------------------ |
| 1    | 35 | Christian Lautenschlager   | Mercedes           | 10    | 6 h 55 min 43 s 8        |
| 2    | 6  | Victor Hémery              | Benz               | 10    | + 8 min 40 s 2           |
| 3    | 23 | René Hanriot               | Benz               | 10    | + 9 min 29 s 2           |
| 4    | 11 | Victor Rigal               | Clément-Bayard     | 10    | + 34 min 52 s 8          |
| 5    | 2  | Willy Pöge                 | Mercedes           | 10    | + 36 min 47 s 2          |
| 6    | 27 | Carl Jörns                 | Opel               | 10    | + 43 min 56 s 2          |
| 7    | 39 | Fritz Erle                 | Benz               | 10    | + 26 min 48 s            |
| 8    | 37 | Sergey Dimitriewich        | Renault            | 10    | + 1 h 7 min 39 s         |
| 9    | 16 | George Heath               | Panhard & Levassor | 10    | + 1 h 9 min 3 s 0        |
| 10   | 49 | « Perpère »                | Germain            | 10    | + 1 h 12 min 34 s 4      |
| 11   | 12 | Alessandro Cagno           | Itala              | 10    | + 1 h 21 min 23 s 0      |
| 12   | 28 | Fernand Gabriel            | Clément-Bayard     | 10    | + 1 h 25 min 11 s 2      |
| 13   | 36 | Courtade                   | Motobloc           | 10    | + 1 h 26 min 10 s 0      |
| 14   | 20 | Pierre Garcet              | Germain            | 10    | + 3 h 4 min 3 s 4        |
| 15   | 21 | Gustave Caillois           | Renault            | 10    | + 1 h 33 min 23 s 4      |
| 16   | 14 | Camille Jenatzy            | Mors               | 10    | + 1 h 38 min 11 s 8      |
| 17   | 31 | Landon                     | Mors               | 10    | + 1 h 52 min 47 s 4      |
| 18   | 18 | John Moore-Brabazon        | Austin             | 10    | + 1 h 56 min 17 s 0      |
| 19   | 1  | Dario Resta                | Austin             | 10    | + 2 h 0 min 17 s 4       |
| 20   | 29 | Henri Fournier             | Itala              | 10    | + 2 h 0 min 47 s 4       |
| 21   | 10 | Fritz Opel                 | Opel               | 10    | + 2 h 21 min 38 s 6      |
| 22   | 17 | François Degrais           | Germain            | 10    | + 2 h 27 min 1 s 0       |
| 23   | 32 | Henri Farman               | Panhard & Levassor | 10    | + 2 h 38 min 7 s 0       |
| Abd. | 8  | Léon Théry                 | Brasier            | 9     | Roue                     |
| Abd. | 41 | Paul Bablot                | Mercedes           | 9     | Magnéto                  |
| Abd. | 9  | Émile Stricker             | Porthos            | 9     |                          |
| Abd. | 43 | Christian Michel           | Opel               | 9     | Radiateur                |
| Abd. | 48 | Henri Cissac               | Panhard & Levassor | 8     | Accident mortel          |
| Abd. | 13 | Pryce Harrison             | Weigel             | 5     | Accident                 |
| Abd. | 44 | Lucien Hautvast            | Clément-Bayard     | 5     | Roue                     |
| Abd. | 34 | Warwick Wright             | Austin             | 4     | Moteur                   |
| Abd. | 33 | François Marie Roch-Brault | Germain            | 4     |                          |
| Abd. | 15 | Lewis Strang               | Thomas             | 4     | Embrayage                |
| Abd. | 40 | Louis Wagner               | Fiat               | 3     | Boîte de vitesses        |
| Abd. | 24 | Felice Nazzaro             | Fiat               | 3     | Moteur                   |
| Abd. | 3  | Louis Pierron              | Motobloc           | 3     | Accident                 |
| Abd. | 30 | Gregor Laxen               | Weigel             | 3     | Accident                 |
| Abd. | 25 | Paul Baras                 | Brasier            | 3     | Moteur                   |
| Abd. | 38 | Ferdinando Minoia          | Lorraine-Dietrich  | 3     |                          |
| Abd. | 5  | Arthur Duray               | Lorraine-Dietrich  | 2     | Embrayage                |
| Abd. | 4  | Ferenc Szisz               | Renault            | 2     | Roue                     |
| Abd. | 19 | Otto Salzer                | Mercedes           | 2     | Roue                     |
| Abd. | 42 | Jules Simon                | Porthos            | 2     | Pompe à eau              |
| Abd. | 7  | Vincenzo Lancia            | Fiat               | 1     | Moteur                   |
| Abd. | 22 | Henri Rougier              | Lorraine-Dietrich  | 1     | Magnéto                  |
| Abd. | 46 | Shannon                    | Weigel             | 1     | Accident                 |
| Abd. | 45 | Giovanni Piacenza          | Itala              | 1     | Boîte de vitesses        |
| Abd. | 26 | J. Gaubert                 | Porthos            | 0     | Pompe à eau              |
| Np.  | 47 | Charles Jarrott            | Mors               |       | Accident avant la course |

Légende :
- Abd.=Abandon
- Np.=Non partant

## Accident mortel
Au huitième tour, Henri Cissac sur une Panhard & Levassor est victime d'une sortie de route à la suite de l'éclatement d'un pneu, entraînant immédiatement sa mort, ainsi que celle de son mécanicien Jules Schaube.

## Course de Voiturettes
La veille se déroule une course de Voiturettes sur 462 km avec 47 participants. Elle a pour effet de détériorer grandement la route. Albert Guyot remporte alors la Coupe des Voiturettes.